# خالد أبو الفضل
خالد أبو الفضل (1963-) هو أستاذ قانون في كلية الحقوق في جامعة كاليفورنيا في لوس أنجلوس، يدرس مواد حقوق الإنسان الدولية والفقه الإسلامي وقانون الأمن القومي والقانون والإرهاب والإسلام واللجوء السياسي والجرائم السياسية والأنظمة القانونية، وهو أيضًا مؤسس «معهد أصولي» (بالإنجليزية: Usuli Institute)، وهو مؤسسة خيرية عامة غير ربحية مكرسة للبحث والتعليم لتعزيز تفسيرات الإسلام الجميلة من الناحية الإنسانية والارتقاء بالأخلاق، وهو رئيس «برنامج الدراسات الإسلامية» في جامعة كاليفورنيا لوس أنجلوس.
عينه الرئيس الأمريكي السابق جورج بوش كموفض في اللجنة الأمريكية للحريات الدينية العالمية، وسبق له أن كان في مجلس إدارة هيومن رايتس ووتش، ويعمل في مجلس «ميدل إيست واتش» الاستشاري التابع لهيومن رايتس ووتش، ويعمل مع منظمات حقوق الإنسان مثل منظمة العفو الدولية ولجنة المحامين لحقوق الإنسان في قضايا تتعلق بحقوق الإنسان والإرهاب واللجوء السياسي والقانون الدولي والتجاري.
حاضر ودرّس الشريعة الإسلامية في الولايات المتحدة وأوروبا في بيئات أكاديمية وغير أكاديمية منذ عام 1990 تقريبًا.
ألّف العديد من الكتب والمقالات حول مواضيع الإسلام والشريعة الإسلامية، وظهر في التلفزيون والإذاعة الوطنية والدولية، ونُشر عنه في بيويورك تايمز وواشنطن بوست ووول ستريت جورنال ولوس أنجلوس تايمز ومراجعة بوسطن، تُرجمت أعماله إلى عدة لغات منها العربية والفارسية والإندونيسية والفرنسية والنرويجية والهولندية والروسية والفيتنامية واليابانية.

## التعليم
حصل على درجة بكالوريوس في القانون من جامعة ييل، وعلى درجة الدكتوراه في القانون من «كلية الحقوق بجامعة بنسلفانيا»، وحصل على ماجستير ودكتوراه في الشريعة الإسلامية من جامعة برينستون، أمضى أبو الفضل 13 عامًا في تدريس الفقه الإسلامي والقواعد والبلاغة في مصر والكويت، وبعد تخرجه في كلية الحقوق عمل لدى قاضي المحكمة العليا في أريزونا جيمس مولر، درس الشريعة الإسلامية سابقًا في «كلية الحقوق بجامعة تكساس» في أوستن وكلية الحقوق بجامعة ييل وجامعة برينستون.

## آرائه
يعتقد أبو الفضل أن أصول الفقه «تقود الإسلام بشكل طبيعي» إلى الإنسانية الأخلاقية أو مجموعة من الأفكار حول العدل والجمال التي تساعد على تحقيق مشيئة الله،  وأنتقد الدعوة الوهابية،  التي وصفها بأنها لا تهتم بالأخلاق والتي يرى الوهابيون أنها «لا ينبغي أن تؤثر على تطبيق القانون القرآني». وقد وصف هجمات الحادي عشر من سبتمبر بأنها نتيجة منطقية لشكل «متشدد وغافل أخلاقياً من الإسلام» وهو الذي «ساد منذ السبعينيات» بترويج من المملكة العربية السعودية والولايات المتحدة ودول أخرى.

## مؤلفات

### بالعربية
- «الإسلام وتحدي الديمقراطية»، مكتبة الشروق الدولية، ترجمة قاسم عبده قاسم.[7]
- «السلطة والتسلط في الفتوى»، تأليف خالد أبو الفضل، تقديم: أنور إم إمون، الطبعة الثانية، مكتبة الشروق الدولية، القاهرة، 2004، عدد الصفحات:87 صفحة.[8]
- «الاستبداد والمرجعية في الخطاب الإسلامي: دراسة الحالة المعاصرة»، تأليف خالد مدحت أبو الفضل، ترجمة محمد سفر عيد، تقديم أنور إيمان، دار الأوائل، دمشق، 2004.[9]
- «الكلام باسم الله: الشريعة الإسلامية، المرجعية، النساء»، تأليف خالد أبو الفضل، ترجمة سامر زيتون، مكتبة مدبولي، 2007.[10]
- «مؤتمر الكتب: البحث عن الجمال في الإسلام»، تأليف خالد أبو الفضل، ترجمة سامر زيتون، مكتبة مدبولي، 2007.[11]
- «السرقة الكبرى»، تأليف خالد أبو الفضل، ترجمة ومراجعه لغوية علي أحمد عبد الله، مكتبة المدبولي، 2008.[12]
- «و الله يعلم بجنوده الموثوق والمستبد في الاحاديث الإسلامية»، ترجمة سامر زيتون، مكتبة مدبولي، القاهرة، 2006.[13]
- «مكانة التسامح في الإسلام»، تحرير جوشو كوهن وإيان لينغ لبحث بوسطن، ترجمة سامر زيتون، مكتبة مدبولي، القاهرة، 2006.[14]
- «الاسلاميون والديموقراطية»، بالاشتراك مع مجموعة باحثين، مركز المسبار للدراسات والبحوث، دبي، 2015، عدد الصفحات:283 صفحة.[15]

### بالإنجليزية
- «(بالملايوية: Hanya Tuhan mengenal tentera-Nya: persoalan wibawa dalam wacana Islam)»، ترجمة المستقيم محمد رضي، الناشر: مركز خريجي الشرق الأوسط، كوالالمبور، 2007.[16]

- «(بالإنجليزية: And God Knows the Soldiers: The Authoritative and Authoritarian in Islamic Discourses) - والله يعلم بجنوده الموثوق والمستبد في الأحاديث الإسلامية»، مطبعة جامعة أمريكا، لانهام، 2001.[17]

- «(بالإنجليزية: Democracy and Islam in the new constitution of Afghanistan) - الديمقراطية والإسلام في دستور أفغانستان الجديد»، بالاشتراك مع شيريل بينارد، ونينا هاتشيجيان وآخرون، مركز راند لسياسات آسيا والمحيط الهادئ، سانتا مونيكا، كاليفورنيا، 2003.[18]

- «(بالإنجليزية: Egypt and the contradictions of liberalism: illiberal intelligentsia and the future of Egyptian democracy) - مصر وتناقضات الليبرالية: المثقفون غير الليبراليون ومستقبل الديمقراطية المصرية»، بالاشتراك مع داليا إف فهمي، ودانش فاروقي، 2017.[19]

- «(بالإنجليزية: Faith-based diplomacy: trumping realpolitik) - الدبلوماسية القائمة على الإيمان: التفوق على السياسة الواقعية»، بالاشتراك مع دوغلاس جونستون، الناشر: مطبعة جامعة أكسفورد، أوكسفورد، نيويورك، 2008.[20]

- «(بالإنجليزية: Human rights and responsibilities in the world religions) - حقوق الإنسان والمسؤوليات في أديان العالم»، بالاشتراك مع جوزيف رونزو، ونانسي إم مارتن، وأرفيند شارما، الناشر: ون وورلد، أكسفورد، 2003.[21]

- «(بالإنجليزية: Intro to Islamic Law: Law 335) - مقدمة إلى الشريعة الإسلامية: القانون 335»، بالاشتراك مع كلية حقوق بجامعة كاليفورنيا - لوس أنجلوس، الناشر: الخدمة الأكاديمية العامة، لوس أنجلوس، كاليفورنيا، 1999.[22]

- «(بالإنجليزية: Investment laws in the Middle East: research packet (optional)) - قوانين الاستثمار في الشرق الأوسط: حزمة بحث»، بالاشتراك مع كلية حقوق بجامعة كاليفورنيا - لوس أنجلوس، الناشر: الخدمة الأكاديمية العامة، لوس أنجلوس، كاليفورنيا، 1999.[23]

- «(بالإنجليزية: Islam and English law: rights, responsibilities, and the place of Shari'a) - الإسلام والقانون الإنجليزي: الحقوق والمسؤوليات ومكان الشريعة»، بالاشتراك مع روبن جريفيث جونز، الناشر: مطبعة جامعة كامبريدج، كامبريدج، المملكة المتحدة، 2013.[24]

- «(بالإنجليزية: Islam and the Challenge of Democracy : a "Boston Review" Book) - الإسلام وتحدي الديمقراطية: كتاب «بوسطن ريفيو»»، بالاشتراك مع ديبورا تشاسمان وجوشوا كوهين، مطبعة جامعة برينستون، برينستون، نيوجيرسي، 2015.[25]

- «(بالإنجليزية: Islam and the theology of power) - الإسلام ودين القوة»، الناشر: مشروع الشرق الأوسط للبحوث والمعلومات، ولاية نيويورك، نيويورك، 2001.[26]

- «(بالإنجليزية: Islam in transition: Muslim perspectives) - الإسلام في مرحلة انتقالية: وجهات نظر المسلمين»، بالاشتراك مع جون جيه دونوهيو، وجون إل إسبوزيتو، الناشر: مطبعة جامعة أكسفورد، نيويورك، 2007.[27]

- «(بالإنجليزية: Islamic law and Muslim minorities: the juristic discourse on Muslim minorities from 8th to 17th century CE/2nd to 11th Hijrah) - الشريعة الإسلامية والأقليات المسلمة: الخطاب الفقهي للأقليات المسلمة من القرن الثامن إلى السابع عشر الميلادي / الثاني إلى الحادي عشر من الهجرة»، الناشر: المجلس الديني الإسلامي السنغافوري، سنغافورة، 2006.[28]

- «(بالإنجليزية: Islamic law: Law 335) - الشريعة الإسلامية: القانون 335»، بالاشتراك مع كلية حقوق بجامعة كاليفورنيا - لوس أنجلوس، الناشر: الخدمة الأكاديمية العامة، لوس أنجلوس، كاليفورنيا، 1998.[29]

- «(بالإنجليزية: Law and Terrorism, course materials: Law 367) - القانون والإرهاب، مواد الدورة: قانون 367»، بالاشتراك مع كلية حقوق بجامعة كاليفورنيا - لوس أنجلوس، الناشر: الخدمة الأكاديمية العامة، لوس أنجلوس، كاليفورنيا، 2002.[30]

- «(بالإنجليزية: Law and terrorism: Law 367) - القانون والإرهاب: قانون 367»، بالاشتراك مع كلية حقوق بجامعة كاليفورنيا - لوس أنجلوس، الناشر: الخدمة الأكاديمية العامة، لوس أنجلوس، كاليفورنيا، 2001.[31]

- «(بالإنجليزية: Law and tradition in classical Islamic thought: studies in honor of Professor Hossein Modarressi) - الشريعة والتقاليد في الفكر الإسلامي الكلاسيكي: دراسات على شرف الأستاذ حسين المدرسي»، بالاشتراك مع حسين مدرسى طبطبائي، ومايكل كوك، ونجم افتخار حيدر، وانتصار الرب، وأسماء سعيد، 2013.[32]

- «(بالإنجليزية: Law of duress in Islamic law and common law: a comparative study) - قانون الإكراه في الشريعة الإسلامية والقانون العام: دراسة مقارنة»، الناشر: معهد البحوث الإسلامية، إسلام أباد، باكستان، 1994.[33]

- «(بالإنجليزية: Migration and Islamic ethics: issues of residence, naturalisation and citizenship) - الهجرة والأخلاق الإسلامية: قضايا الإقامة والتجنس والمواطنة»، بالاشتراك مع راي جريديني، وسيد فارس حسن، 2020.[34]

- «(بالإنجليزية: Muslims on the Americanization path?) - المسلمون على طريق الأمركة؟»، بالاشتراك مع جون إل إسبوزيتو، ويفني يزبك حداد، الناشر: مطبعة جامعة أكسفورد، أكسفورد، 2000.[35]

- «(بالإنجليزية: Progressive Muslims: on justice, gender and pluralism) - المسلمون التقدميون: في العدل والنوع الاجتماعي والتعددية»، بالاشتراك مع أوميد سافي، الناشر: ون وورلد، أكسفورد، 2006.[36]

- «(بالإنجليزية: Qurʼan and Bible side by side: a non-partial anthology) - القرآن والكتاب المقدس جنبًا إلى جنب: مختارات غير جزئية»، بالاشتراك مع مارليس تير بورغ نيرفورت، الناشر: كريت سبيس، تشارلستون، 2011.[37]

- «(بالإنجليزية: Reasoning with God: Reclaiming Shari'ah in the Modern Age) - التفكير مع الله: استعادة الشريعة في العصر الحديث»، مجموعة رومان وليتفيلد للنشر، أكتوبر 2014.[38]

- «(بالإنجليزية: Reasoning with God: rationality and thought in Islam) - التفكير مع الله: العقلانية والفكر في الإسلام»، الناشر: ون وورلد، أكسفورد، 2002.[39]

- «(بالإنجليزية: Rebellion and Violence in Islamic Law) - العصيان والعنف في الشريعة الإسلامية»، مطبعة جامعة كامبريدج، 2001.[40]

- «(بالإنجليزية: Religion and the death penalty: a call for reckoning) - الدين وعقوبة الإعدام: دعوة للحساب»، بالاشتراك مع إريك سي أوينز، وجون دي كارلسون، وإريك بي إلشتين، الناشر: دبليو بي إيردمان، غراند رابيدز، ميتشيغان، 2004.[41]

- «(بالإنجليزية: Routledge handbook of Islamic law) - كتيب روتليدج للشريعة الإسلامية»، بالاشتراك مع أحمد عاطف أحمد وسعيد فارس حسن، نيويورك روتليدج، لندن، 2019.[42]

- «(بالإنجليزية: Seminar, Islamic law & human rights: Law 549) - ندوة الشريعة الإسلامية وحقوق الإنسان: قانون 549»، بالاشتراك مع كلية حقوق بجامعة كاليفورنيا - لوس أنجلوس، الناشر: الخدمة الأكاديمية العامة، لوس أنجلوس، كاليفورنيا، 2001.[43]

- «(بالإنجليزية: September 11 in history: a watershed moment?) - الحادي عشر من سبتمبر في التاريخ: لحظة فارقة؟»، بالاشتراك مع ماري إل دودزياك، الناشر: مطبعة جامعة ديوك، دورهام، 2003.[44]

- «(بالإنجليزية: Sharing Mary: Bible and Qur'an side by side) - مشاركة الكتاب المقدس والقرآن جنبًا إلى جنب»، بالاشتراك مع مارليس تير بورغ نيرفورت، وأندرو ريبين، وباربرا فراير ستوواسر، وآخرين، الناشر: كريت سبيس، تشارلستون، 2011.[45]

- «(بالإنجليزية: Shattered illusions: analyzing the war on terrorism) - أوهام ممزقة: تحليل الحرب على الإرهاب»، بالاشتراك مع جون إل إسبوزيتو، وأفتاب أحمد مالك، الناشر: أمل برس، بريستول، إنجلترا، 2002.[46]

- «(بالإنجليزية: Speaking in God's Name: Islamic law, Authority and Women) - الكلام باسم الله الشريعة الإسلامية - المرجعية - النساء»، مطبعة ون وورلد، أكسفورد، لندن، 2001.[47]

- «(بالإنجليزية: Special issue on the Arab spring: symposium : democracy in the Middle East) - عدد خاص حول الربيع العربي: ندوة: الديمقراطية في الشرق الأوسط»، جامعة بنسلفانيا، كلية الحقوق، 2013.[48]

- «(بالإنجليزية: Tax-farming in Islamic law (qibālah and ḍamān of kharāj): a search for a concept) - الزراعة الضريبية في الشريعة الإسلامية (القبالة والخراج بالضمان)»، 1994.[49]

- «(بالإنجليزية: The Oxford handbook of Islam and politics) - دليل أوكسفورد للإسلام والسياسة»، بالاشتراك مع جون إل إسبوزيتو، وشاهين عماد الدين، 2016.[50]

- «(بالإنجليزية: The authoritative and authoritarian in Islamic discourses : a contemporary case study) - الاستبداد والمرجعية في الخطاب الإسلامي: دراسة حالة معاصرة»، بالاشتراك مع خالد أبو الفضل، منشورات السعداوي، الإسكندرية، فرجينيا، 2002.[51]

- «(بالإنجليزية: The Great Theft: Wrestling Islam from the Extremists) - السرقة الكبرى: مصارعة الإسلام من المتطرفين»، هاربر سان فرانسيسكو، 2005.[52]

- «(بالإنجليزية: The impact of 11 september) - تأثير 11 سبتمبر»، الناشر: مركز الحوار العالمي، نيقوسيا، 2002.[53]

- «(بالإنجليزية: The place of tolerance in Islam) - مكانة التسامح في الإسلام»، بالاشتراك مع جوشوا كوهين وإيان لاغ، مطبعة بيكون، بوسطن، 2002.[54]

- «(بالإنجليزية: Trends in Islamic political thought: authoritarian and totalitarian tendencies and prospects for democracy) - الاتجاهات في الفكر السياسي الإسلامي: الميول الاستبدادية والشمولية وآفاق الديمقراطية»، 1986.[55]

- «(بالإنجليزية: War on terror: the Oxford Amnesty lectures 2006) - الحرب على الإرهاب: محاضرات العفو في أكسفورد 2006»، بالاشتراك مع كريس ميلر، ومنظمة العفو الدولية، الناشر: مطبعة جامعة مانشستر، 2009.[56]

- «(بالإنجليزية: Welding: level 1 with certification) - اللحام: المستوى 1 مع الشهادة»، الناشر: برنتيس هول، 1997.[57]

- «(بالإنجليزية: With god on our side: politics & theology of the war on terrorism) - مع الله إلى جانبنا: السياسة وعلم الدين في الحرب على الإرهاب»، بالاشتراك مع أفتاب أحمد مالك، وجون إل إسبوزيتو، مطبعة أمل، بريستول، 2005.[58]

- «(بالإنجليزية: Conference of the books : the search for beauty in Islam) - مؤتمر الكتب: البحث عن الجمال في الإسلام»، مطبعة جامعة أمريكا ومجموعة رومان وليتفيلد للنشر، لانهام، ماريلاند، 2001.[59]

## جوائز
- حصل أبو الفضل على جائزة جامعة أوسلو لحقوق الإنسان، و«جائزة ليو وليسل إيتنجر» في 2007.[60]
- أدرجته أريبيان بزنس باور في قائمتها لأكثر 500 شخص من العرب تأثيراً في العالم (2011-2012).[61]

## وصلات خارجية
- "خالد أبو الفضل: نحن بحاجة إلى ثورة فكريَّة". التنويري - Altanweeri. 17 أغسطس 2020. مؤرشف من الأصل في 2021-01-17. اطلع عليه بتاريخ 2021-09-05.

- ""التفكير مع الله: استعادة الشريعة في العصر الحديث" للدكتور خالد أبو الفضل". أواصر. 26 مايو 2021. مؤرشف من الأصل في 2021-05-28. اطلع عليه بتاريخ 2021-09-05.